# Steve Howey (attore)
Steven Michael Robert Howey (San Antonio, 12 luglio 1977) è un attore statunitense.

## Biografia
Figlio del regista Bill Howey, Steve nasce nella città di San Antonio in Texas. Fin da piccolo nutre una grande passione per il basket ma un successivo trasferimento in Colorado gli farà perdere questo interesse ed intraprendere la strada del cinema. Frequenta la classe di recitazione del padre, e nel 1998 ha il suo debutto cinematografico in Class, un film indipendente scritto e diretto da suo padre.
Successivamente compare in singoli episodi di diverse serie televisive, tra cui Pacific Blue, E.R. - Medici in prima linea e The Drew Carey Show. Dal 2001 al 2007 interpreta il personaggio di Van Montgomery nella serie televisiva Reba. Dal 2011 interpreta il ruolo di Kevin Ball nella serie televisiva statunitense Shameless.
In ambito cinematografico, recita nei film Supercross, DOA: Dead or Alive, Bride Wars - La mia migliore nemica, Horror Movie e Something Borrowed - L'amore non ha regole.

### Vita privata
Dal 2009 al 2021 è stato sposato con l'attrice Sarah Shahi. La coppia ha avuto tre figli: WIlliam Wolf nato il 9 luglio 2009 e i due gemelli Violet Moon e Knox Blue nati il 1º marzo 2015.

## Filmografia

### Cinema
- Class, regia di Bill Howey (1998)
- Supercross, regia di Steve Boyum (2005)
- DOA: Dead or Alive, regia di Corey Yuen (2006)
- Bride Wars - La mia migliore nemica (Bride Wars), regia di Gary Winick (2009)
- Still Waiting..., regia di Jeff Balis (2009) – direct-to-video
- Horror Movie (Stan Helsing), regia di Bo Zenga (2009)
- Conception, regia di Josh Stolberg (2011)
- Losing Control, regia di Valerie Weiss (2011)
- Something Borrowed - L'amore non ha regole (Something Borrowed), regia di Luke Greenfield (2011)
- Game Over, Man!, regia di Kyle Newacheck (2016)
- Making Babies, regia di Josh F. Huber (2018)
- Stuber - Autista d'assalto (Stuber), regia di Michael Dowse (2019)
- Day Shift - A caccia di vampiri (Day Shift), regia di J. J. Perry (2022)

### Televisione
- Pacific Blue – serie TV, episodio 5x05 (1999)
- Get Real – serie TV, episodio 1x13 (2000)
- E.R. - Medici in prima linea (ER) – serie TV, episodio 7x01 (2000)
- The Drew Carey Show – serie TV, episodio 6x02 (2000)
- Da un giorno all'altro (Any Day Now) – serie TV, episodio 4x03 (2001)
- Reba – serie TV, 125 episodi (2001-2007)
- Twins – serie TV, episodio 1x18 (2006)
- The Beast, regia di James Widdoes – film TV (2007)
- Five Year Plan, regia di Gail Mancuso – film TV (2008)
- Surviving Suburbia – serie TV, episodio 1x11 (2009)
- Ctrl – serie TV, 10 episodi (2009)
- State of Romance – serie TV, episodio 1x01 (2009)
- Psych – serie TV, episodio 4x11 (2010)
- Love Bites – serie TV, episodio 1x01 (2011)
- Shameless – serie TV, 134 episodi (2011 - 2021)
- New Girl – serie TV, episodio 2x18 (2013)
- Sons of Anarchy – serie TV, 3 episodi (2013)
- Jennifer Falls – serie TV, 1 episodio (2014)
- Workaholics – serie TV, 1 episodio (2015)
- Law & Order - Unità vittime speciali (Law & Order: Special Victims Unit) – serie TV, episodio 19x08 (2017)
- Amiche per la morte - Dead to Me (Dead to Me) – serie TV 1 episodio (2019)
- True Lies – serie TV, 13 episodi (2023)

## Doppiatori italiani
Nelle versioni in italiano delle opere in cui ha recitato, Steve Howey è stato doppiato da:
- Francesco Venditti in DOA : Dead Or Alive, Bride Wars - La mia migliore nemica, Something Borrowed - L'amore non ha regole, True Lies
- Roberto Gammino in Shameless, Amiche per la morte - Dead to Me
- Gabriele Lopez in Psych
- Gianluca Crisafi in Reba e Day Shift - A caccia di vampiri
- Riccardo Rossi in Horror Movie
- Marco Vivio in Law & Order - Unità vittime speciali